# Ken TOUR 2009 “LIVE IN PHYSICAL”
『Ken TOUR 2009 "LIVE IN PHYSICAL"』（ケン ファースト ツアー にせんきゅう ライヴ イン フィジカル）は、日本のロックバンド・L'Arc〜en〜Cielのギタリスト、Kenのライヴビデオ。2009年11月18日発売。発売元はDanger Crue Records。

## 解説
ken（L'Arc〜en〜Ciel）が2006年より開始したソロワークスで発表した初となるライヴビデオ。
本作は、ソロ単独名義として開催した初のライヴツアー「Ken TOUR 2009 "LIVE IN PHYSICAL"」の新木場STUDIO COAST最終公演のライヴの模様を収録した映像作品となっている。また、ツアーの全行程に密着したオフショットと、ライヴ写真も収録されている。
ちなみに、このツアーのバックバンドメンバーには、中間英明（Hurry Scuary, HELL'N'BACK）、白田一秀（PRESENCE, GRANDSLAM）がギタリスト、TAKASHI（DIE IN CRIES, BUG）がベーシスト、宮脇“JOE”知史（44MAGNUM, ZIGGY, RIDER CHIPS, Madbeavers）がドラマー、秦野猛行（L'Arc〜en〜Cielサポート）がキーボーディスト、Tomoがコーラスで参加している。なお、Kenはこのツアーで、バックバンドメンバーが在籍するバンドの楽曲をカバーしており、本作にもその模様が収録されている。
本作は、完全生産限定BOX盤（2DVD）と通常盤（2DVD）の2形態で発売されている。完全生産限定BOX盤には、限定オリジナルグッズ「mini Rag babyぬいぐるみ」、40ページのライヴ写真集、ポストカード5枚が封入されている。

## 収録曲

### Disc1
- Ken TOUR 2009 "LIVE IN PHYSICAL"

1. Spin Along
2. "S"
3. Deeper
4. 浮游
5. In A Broken Dream
6. Relax Over
7. Speed
8. In Physical
9. ETERNAL REST
10. Lover Boy
11. NERVOUS
12. STREET ROCK'N ROLLER
13. Gimme Your Name
14. Please don't leave me
15. Save me

### Disc2
- Ken TOUR 2009 "LIVE IN PHYSICAL"

1. FEELIN' HIGH
2. INTO THE NIGHT
3. My Angel
4. "S"

- Off Shot（リハからツアー全行程を密着したオフショット映像 40min.）
- Photo Gallery （Live Photo etc... 55枚）

## カバー
ライヴツアー「Ken TOUR 2009 "LIVE IN PHYSICAL"」では、数多くのカバーが演奏されている。なお、本作にはセルフカバーを含め、8曲のカバー演奏の模様が収録されている（詳細は以下を参照）。
- 「浮游」 - 自身がプロデュースを担当した同じ事務所に所属するバンド、MUCCの楽曲
- 「In A Broken Dream」 - シングル「Deeper」にも収録された、Python Lee Jackson Feat. Rod Stewartの楽曲
- 「Lover boy」 - kenが作曲を担当したL'Arc〜en〜Cielの楽曲
- 「NERVOUS」 - yukihiro（L'Arc〜en〜Ciel）やバンドメンバーのTAKASHIが所属していたバンド、DIE IN CRIESの楽曲
- 「STREET ROCK'N ROLLER」 - バンドメンバーの宮脇“JOE”知史が所属するバンド、44MAGNUMの楽曲
- 「Please don't leave me」 - John Sykes & Phil Lynottの楽曲
- 「FEELIN' HIGH」- バンドメンバーの中間英明が所属していたバンド、Hurry Scuaryの楽曲。
- 「INTO THE NIGHT」- バンドメンバーの白田一秀が所属していたバンド、GRANDSLAMの楽曲。